# The Wild Flowers
The Wild Flowers was een Britse postpunkband, die in 1983 werd opgericht in Wolverhampton.

## Bezetting
- Mark Alexander (basgitaar)
- Neal Cook (gitaar, zang)
- Dave Fisher (drums)
- Dave Newton (gitaar)
- David Atherton (gitaar)
- Peter Waldron
- Simon Atkins
- Bill Morris
- Nigel Green

## Geschiedenis
De band werd opgericht door Cook, Newton, Alexander en Fisher. Ze brachten hun debuutalbum The Joy of It All uit in 1984 voor het kleine label Reflex Records. Van dit album werden de twee singles Melt Like Ice (1983) en Things Have Changed (1984) gehaald. Newton verliet spoedig daarna de band om The Mighty Lemon Drops te formeren. Hij werd vervangen door Dave Atherton. De band bracht daarna de singles It Ain't So Easy (1985) en A Kind of Kingdom (1986) uit van hun in 1987 uitgebrachte tweede album Dust. Ze kozen om zich te richten op hun doorbraak in de Verenigde Staten, waar ze de eerste Britse band werden met een contract bij het punkrocklabel Slash Records. In 1988 brachten ze daar in 1988 het album Sometime Soon uit, gevolgd door Tales Like These in 1990. Er volgde het verdere album Blackwoods in 1997.

## Discografie

### Singles
- 1983: Melt Like Ice
- 1984: Things Have Changed
- 1985: It Ain't so Easy
- 1986: A Kind of Kingdom
- 1988: Broken Chains
- 1988: Take Me for a Ride

### Albums
- 1984: The Joy of It All [met Neal Cook, David Newton (gitaar), David Fisher (drums), David Atherton (gitaar, keyboards) en Peter Waldron (basgitaar)]
- 1987: Dust
- 1988: Sometime Soon
- 1990: Tales Like These
- 1997: Backwoods